# Шаматава, Отар Петрович
Отар Петрович Шаматава (род. 6 августа 1950) — советский и грузинский кинорежиссёр, сценарист и продюсер.

## Фильмография

### Режиссёрские работы
- 1981 — Чистая доска (короткометражный)
- 1987 — В поисках утраченного сокровища
- 1990 — Турандот
- 1994 — Аттракцион
- 1996 — Фиеста (короткометражный)
- 1999 — Дорогая М

### Сценарии
- 1990 — Турандот
- 1994 — Аттракцион
- 1996 — Фиеста (короткометражный)
- 1999 — Дорогая М

### Актёрские работы
- 1992 — День рождения Анны

## Награды
- Орден Чести (2001)[1]
- Supta dafa-Гран При-Вила До Конде-Португалия-1993 г
- Турандот---Спец Приз жюри-Валенсия-Испания-1990 г